# Либии
Либии, или бородастики-либии (лат. Lybius), — род птиц семейства африканских бородаток (Lybiidae). Представители рода широко распространены в Африке южнее Сахары.

## Описание
Все представители рода — небольшие птицы длиной 20—25 см, пухлые на вид, с большой головой и большим клювом, окаймлённым щетинками. Почти все виды рода характеризуются красными перьями на голове или вокруг глаз. Интенсивность окраски существенно варьируется между видами. Так, у белоголовой либии вообще красный цвет на голове отсутствует, а у других видов, таких как двухзубцовая либия, все перья красного цвета на нижней стороне тела и головы, а спина — чёрного цвета. В общем, все представители рода имеют яркое оперение с различным сочетанием красного, чёрного, жёлтого и белого цветов.
Вне сезона размножения ведут одиночный образ жизни. Питаются фруктами, насекомыми и мелкими позвоночными животными, например, ящерицами.

## Вокализация
По-крайней мере у четырёх видов бородастиков-либий (Lybius vieilloti, L. leucocephalus, L. rubrifacies и L. torquatus) отмечено регулярное пение дуэтом. При пении дуэтом каждая птица в паре продолжает пение с того  места, где остановилась другая птица. Временной интервал между завершением пения одной птицы и началом пения другой (называемый «временем слухового отклика») очень короткий и по-сути является минимальным временем, необходимым либии для того, чтобы услышать ноты и отреагировать на них. Как правило в дуэте либии церемонно кланяются друг другу во время пения. У некоторых видов, таких как L. vieilloti и L. torquatus, в пение включается рычание (или ворчание), что может являться способом инициации дуэта. Поведенческое значение дуэта, вероятно, связано с обозначением гнездовой территории, признанием партнёра и поддержанием парной связи.

## Классификация
В состав рода включают 7 видов:
| Изображение | Русское название    | Научное название     | Распространение |
| ----------- | ------------------- | -------------------- | --- |
|             | Полосатая либия     | Lybius undatus       | Эритрея и Эфиопия |
|             | Кровавогрудая либия | Lybius vieilloti     | от Сенегала до Эфиопии |
|             | Белоголовая либия   | Lybius leucocephalus | Ангола, Камерун, ЦАР, Чад, Демократическая республика Конго, Кения, Нигерия, Южный Судан, Танзания, Уганда                                                                |
|             |                     | Lybius chaplini      | юг центральной Замбии |
|             | Краснолицая либия   | Lybius rubrifacies   | Бурунди, Руанда, северо-запад Танзании, юго-западная Уганда |
|             | Черноклювая либия   | Lybius guifsobalito  | Камерун, Демократическаая Республика Конго, Эритрея, Эфиопия, Кения, Судан, Танзания, Уганда                                                                              |
|             | Ошейниковая либия   | Lybius torquatus     | Ангола, Ботсвана, Бурунди, Демократическая Республика Конго, Эсватини, Кения, Лесото, Малави, Мозамбик, Намибия, Руанда, Южная Африка, Танзания, Уганда, Замбия, Зимбабве |

Ещё пять видов были выделены в род Pogonornis.
| Изображение | Русское название   | Научное название        | Распространение |
| ----------- | ------------------ | ----------------------- | --- |
|             | Бурогрудая либия   | Pogonornis melanopterus | Кения, Малави, Мозамбик, Сомали, Танзания |
|             | Розовобрюхая либия | Pogonornis minor        | Габон, Ангола, Республика Конго, Демократическая Республика Конго |
|             | Двухзубцовая либия | Pogonornis bidentatus   | Ангола, Бенин, Бурунди, Камерун, ЦАР, Республика Конго, Демократическая Республика Конго, Кот-д’Ивуар, Экваториальная Гвинея, Эфиопия, Габон, Гана, Гвинея, Гвинея-Бисау, Кения, Либерия, Мали, Нигерия, Руанда, Сьерра-Леоне, Южный Судан, Танзания, Того, Уганда |
|             | Сенегальская либия | Pogonornis dubius       | тропики западной Африки |
|             | Черногрудая либия  | Pogonornis rolleti      | ЦАР, Чад, Судан, Уганда |